# Récif Fairway
Le récif Fairway est une série d'atolls submergés située dans la mer de Corail à 201 km à l'ouest-sud-ouest de la Grande Terre, l'île principale de la Nouvelle-Calédonie et à 115 km à l'est-sud-est du système corallien de Lansdowne Bank. Les coordonnées géographiques indiquées concernent l'atoll situé le plus à l'est, qui est une formation isolée. Plus à l'ouest, à 48 km de là, se trouve un groupe d'atolls immergés orienté nord-ouest/sud-est et présentant le plan d'une citadelle féodale. Ce dernier ensemble de 36 km de longueur est localisé à la position suivante : 20° 56′ 29″ S, 161° 43′ 38″ E.